# Vráble
Vráble (ungarisch Verebély) ist eine Stadt in der Slowakei mit 8262 Einwohnern (Stand 31. Dezember 2024). Sie wurde 1265 zum ersten Mal als Verebel erwähnt und gliedert sich in folgende Teile:
- Dyčka (1975 eingemeindet)
- Horný Oháj (1975 eingemeindet)
- Vráble

Bis 1918 gehörte die Stadt zum Königreich Ungarn und kam dann zur neu entstandenen Tschechoslowakei. Durch den Ersten Wiener Schiedsspruch kam sie von 1938 bis 1945 kurzzeitig wieder zu Ungarn.

## Bevölkerung
| Jahr                | 1994 | 2004    | 2014    | 2024    |
| ------------------- | ---- | ------- | ------- | ------- |
| Anzahl der Personen | 9653 | 9470    | 8804    | 8262    |
| Unterschied         |      | −1,89 % | −7,03 % | −6,15 % |

| Jahr                | 2023 | 2024    |
| ------------------- | ---- | ------- |
| Anzahl der Personen | 8323 | 8262    |
| Unterschied         |      | −0,73 % |

## Städtepartnerschaften

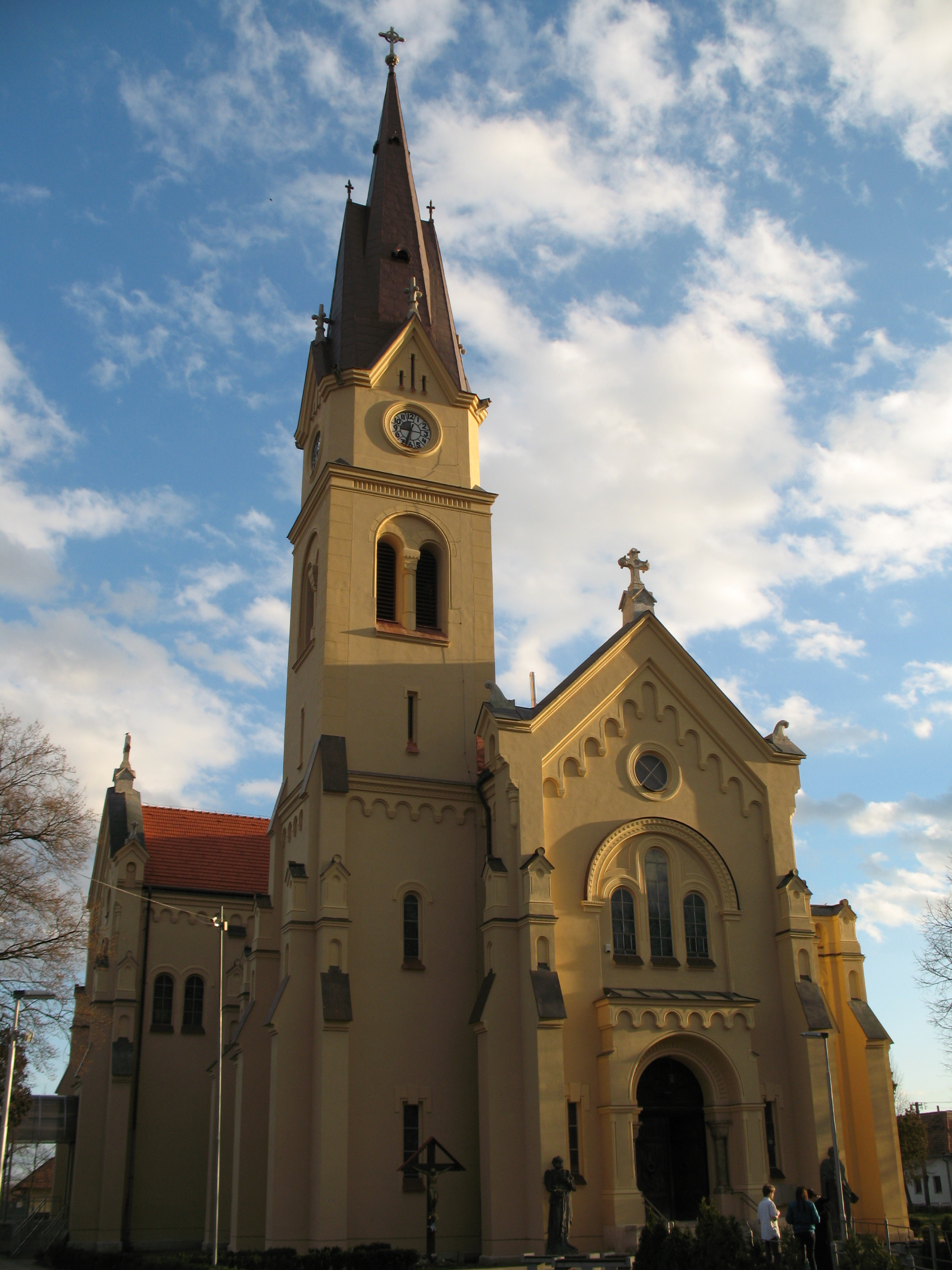
Kirche in Vráble

- Andouillé, Frankreich
- Csurgó, Ungarn
- Nova Varoš, Serbien

## Kultur
Im Umland von Vráble werden archäologische Fundplätze unter anderem aus der Linearbandkeramischen Kultur erforscht.
Die Fundstelle Vráble-Veľké Lehemby (datiert auf die Zeit vor rund 7000 Jahren) war einer der größten Siedlungsplätze der frühen Jungsteinzeit in Zentraleuropa und wird seit 2009 erforscht. Nachgewiesen sind beispielsweise drei nebeneinander liegende Dörfer mit mehr als 300 Häusern, von denen zugleich bis zu 80 Häuser bewohnt waren. Ein besonderer Fund ist ein Massengrab mit 38 kopflosen Skeletten, die auf einer Fläche von ca. 15 Quadratmetern verteilt ausgegraben wurden. Die Lage der Skelette lässt den Forschenden zufolge nicht auf sorgfältige Niederlegung der Toten schließen, sie seien vielmehr in einen Graben geworfen oder gerollt worden.